# Rafael Tristany
Rafael Tristany y Parera (Ardévol, Lérida, 1814 - Lourdes, 1899) fue un militar español. Participó en todas las guerras carlistas en el bando legitimista, siendo uno de sus cabecillas más destacados junto con Tomás de Zumalacárregui y Ramón Cabrera.

## Biografía
Descendiente de noble familia, hizo sus estudios de enseñanza elemental y por sí mismo se procuró una cultura literaria, histórica y científica, proporcionada al ambiente y época en que vivía.

### Primera guerra carlista
Sobrino del general carlista Benito Tristany, a los diecinueve años Rafael ingresó también en las filas de Don Carlos, nada más estallar la primera guerra carlista. En 1835 alcanzó el grado de teniente coronel tras participar en diversas acciones como las batallas de Serraseca, Suria, Torá, Fonollosa, Sos, Llanera, Manresa, Berga, Gerri, El Bruch, Prats de Llusanés, Cervera, Calaf, Tona, Solsona, Solellas y Granera. Tomó parte también en la acción del Boix de Llobera y en abril de 1840 fue gravemente herido en la batalla de Biosca.
Cuando Cabrera emigró a Francia ese año, Tristany permaneció escondido en España, lanzándose de nuevo al campo en 1847.

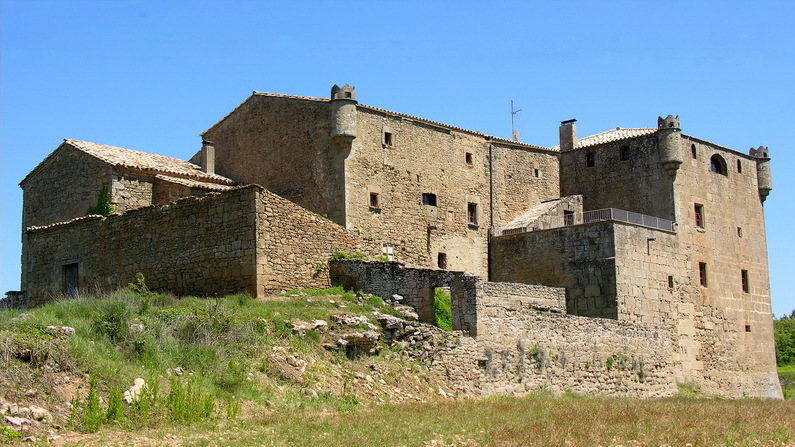
Casa solariega en la que nació Rafael Tristany.

### Segunda guerra carlista
Durante la campaña montemolinista, fue comandante general carlista de las provincias de Barcelona y Lérida. Asistió a los combates de San Feliu de Sasserra, Cervera, Tarrasa, Suria, Monsonís y Puigcerdá, llegando a mandar una brigada de más de 3000 hombres. Al frente de la misma, libró las acciones de Fígols, Sampedor, Pont de Armentera y Villanueva de Prades. Tomó las localidades de Berga y Sallent, y apresó la guarnición de Igualada. También libró los combates de San Salvador, Prades —de cuyo fuerte se apoderó— y Aviñó, en donde hizo prisionero al brigadier Manzano y 700 soldados liberales.
Después de entrar en Cardona —en donde hizo prisionero al coronel Olmedilla con varios oficiales y 30 soldados de caballería—, sostuvo con éxito victorioso la acción de Pinós. A pesar de tantos triunfos, la presión de las tropas liberales mandadas por Manuel Concha esterilizó los esfuerzos carlistas, y Tristany se vio obligado a emigrar a Francia el 18 de mayo de 1849.

### Alzamiento carlista de 1855
En julio de 1855 entró de nuevo en España y al frente de unos 200 hombres, aun logró sostenerse en lucha de guerrillas casi cerca de un año.

### Al servicio del rey de Nápoles
En 1861 ofreció Tristany sus servicios al rey Francisco II de Nápoles, quien le nombró comandante general de la provincia de los Abruzos, combatiendo a la Expedición de los Mil de Garibaldi. Al mando de las tropas obtuvo Tristany las victorias de Monte Cataldo, Campo de Melle y Castello Nuovo, pero finalmente cayó prisionero y fue deportado a Francia.

### Tercera guerra carlista

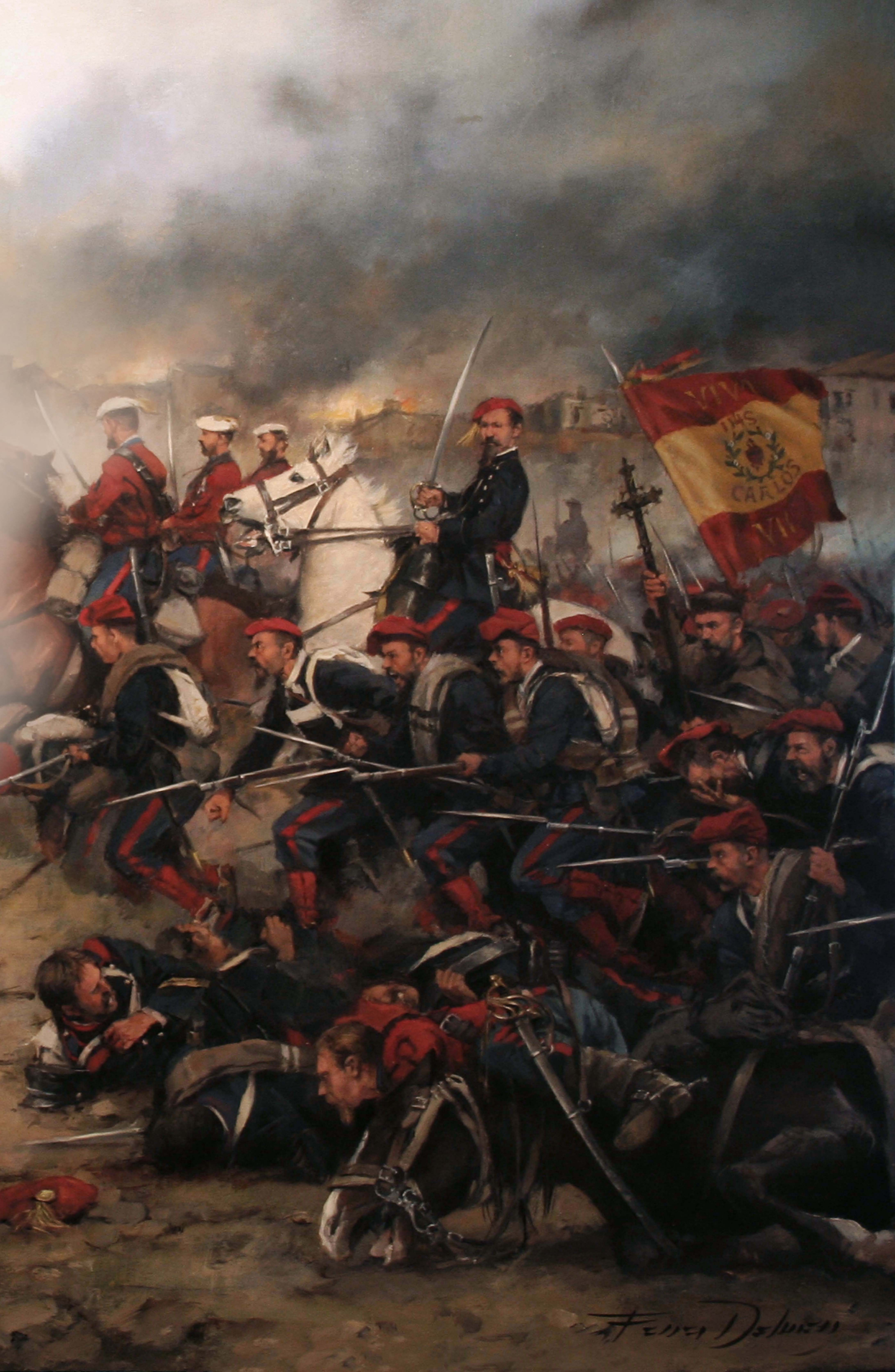
El general Tristany al frente de tropas carlistas, por Augusto Ferrer-Dalmau.

En mayo de 1872 volvió Tristany a España, operando en Cataluña con el cargo de comandante general del Principado, ganando la acción de las Presas, rindiendo a las guarniciones de San Feliu de Pallarols, San Hilario, Taradell y Salellas, derrotando a los liberales en La Llacuna y venciendo a una columna de guardias civiles en Sanahuja.
En 1873 pasó como comandante general a las provincias de Lérida y Tarragona, asaltando la Puebla de Segur, rindiendo la guarnición de Gerri, copando en Sanahuja un escuadrón de lanceros de Calatrava y 125 milicianos. Asistió después al asalto y toma de Igualada, a la victoria carlista de Caserras, y destrozó en Prades a la columna del coronel Maturana, muriendo este en el combate y apoderándose Tristany de un cañón, 1000 fusiles y 300 prisioneros.
En 1873 fue ascendido a teniente general por Don Carlos, y en 1874 asaltó Vich, haciendo prisionero un batallón y tomando dos cañones; tomó Manresa, en donde cogió otro cañón, y entró en Vendrell, en donde se apoderó de dos cañones y de 100 prisioneros liberales.
Cuando Alfonso de Borbón y de Este pasó al Centro, quedó Tristany como jefe supremo de los carlistas en Cataluña, disponiendo de más de 12 000 hombres, 22 cañones y 500 caballos, y una perfecta organización militar.
Durante el mando de Tristany en aquellas provincias, ganó éste las acciones de Cardona, Prades y Castellón de Ampurias, en las que cayeron prisioneros de los carlistas el coronel Moya, con 2 cañones y 200 hombres.

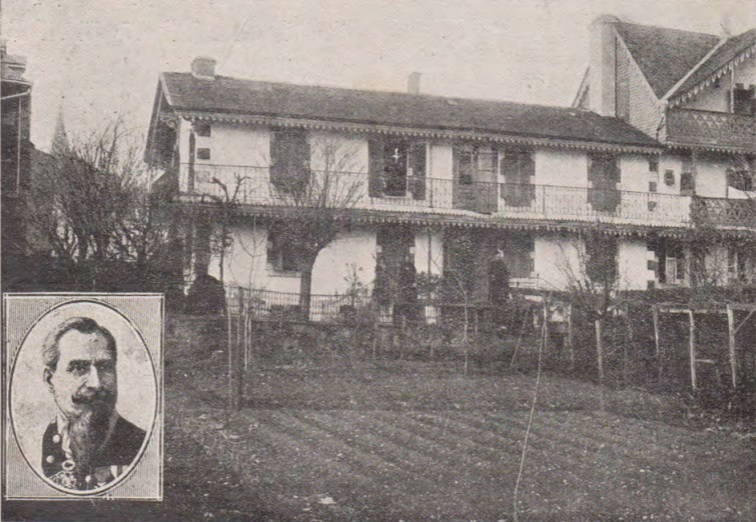
Casa en la que murió Rafael Tristany en Lourdes.

Habiendo sido restaurados los fueros de Cataluña por Don Carlos, en 1874 Tristany fue nombrado presidente de la Diputación General (Generalidad) de Cataluña, si bien sería Juan Mestre y Tudela, vicepresidente nominal, quien ejercería de facto las funciones de presidente.
En marzo de 1875 pasó Tristany al Norte con el cargo de jefe militar del cuarto de Don Carlos, asistiendo al sitio de Guetaria, en donde mereció la gran cruz de San Fernando.
En noviembre del mismo año fue nombrado capitán general de Cataluña, pero los esfuerzos del gobierno liberal, que llegó a reunir 50 000 hombres para combatir a los carlistas, hicieron inútil el valor de Tristany, quien no pudo impedir las victorias liberales de Mirabet, Caspe, Cantavieja, Puigcerdá, ni la toma de la Seo de Urgel.
Según la necrología que dedicaría El Correo Español a Tristany, el general Martínez Campos le habría dicho en una ocasión «Unámonos, proclamaremos a D. Alfonso, iremos a Barcelona y mataremos la revolución», a lo que Tristany contestaría: 

No es así como se la mata; D. Alfonso no matará la revolución, la consolidará echándose en sus brazos. Si usted quiere matar la revolución, únase a mí y proclamemos a Carlos VII.

De acuerdo con el mismo diario, por lealtad a la causa carlista, Tristany rechazó el empleo de teniente general y el reconocimiento de conde de Avignó que le ofrecía el gobierno de Madrid, como se lo ofrecieron y dieron a Ramón Cabrera.

### Exilio y muerte

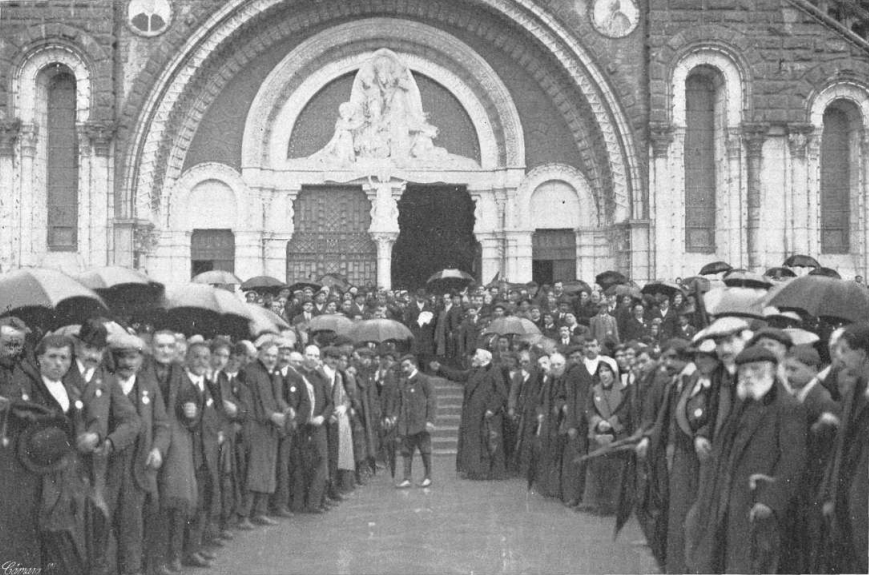
Una multitud espera a Don Jaime en la peregrinación jaimista a Lourdes con motivo de la repatriación de los restos mortales de Tristany (1913).

Tras la guerra Tristany se exilió en París, donde vivió de la caridad de los legitimistas. Con una modesta pensión, vivió la última etapa de su vida con su capellán, José Espinós, vicario de Albi y veterano carlista, junto a la gruta de Lourdes. Don Carlos le concedió los títulos de barón de Altet, conde de Avinyó y marqués de Casa Tristany.
En la década de 1880 Tristany fue partidario del diario tradicionalista El Siglo Futuro en la disputa que este tuvo con el también tradicionalista —pero menos intransigente— diario La Fé, incluso después del llamado «manifiesto de Burgos» de 1888. Aunque finalmente no se unió al partido integrista, hasta su muerte mantuvo una relación amistosa con Ramón Nocedal.
El publicista Francisco de Paula Oller, que lo visitó y escribió su biografía en 1890, afirmó que Tristany le había manifestado en Lourdes que se encontraba «dispuesto aun a batirse por su Dios y por su Rey». En 1894 Tristany acudió a Venecia a visitar —quizá por última vez— a Don Carlos en el palacio Loredán e hizo de acólito en una misa celebrada en el oratorio.
Extremadamente flaco, murió el 17 de junio de 1899. Según el testimonio del capellán, el general Tristany falleció casualmente en el momento en el que la banda municipal de Tafalla, que había acudido a obsequiar al alcalde de Lourdes, entonaba la Marcha Real, que tantas veces había mandado Tristany entonar a sus tropas.
A su muerte, Don Carlos diría que Tristany llevaba «el sello de la honradez, de la modestia, de la fidelidad» y que le evocaba «la imagen de un caballero de la Edad Media y de un verdadero militar español a la antigua usanza».

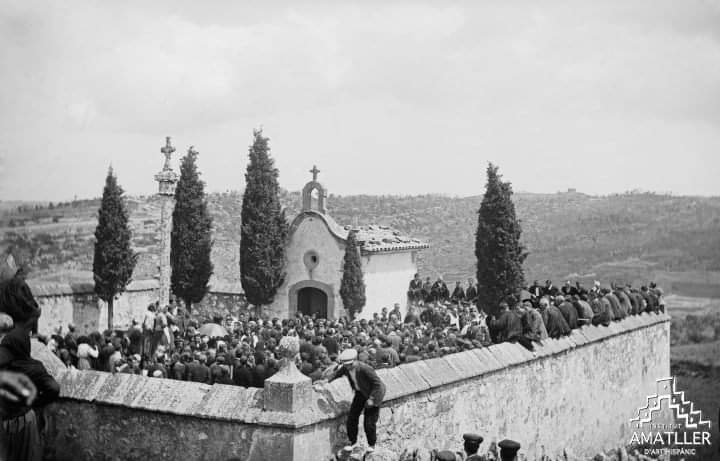
Llegada de los restos mortales de Tristany al cementerio de Ardévol (1913).

De acuerdo con la Enciclopedia Espasa, como guerrillero, Tristany representaba «una de las figuras  dignas de compararse con Cabrera y Zumalacárregui, siendo de notar que, en medio de la excitación partidista que algunas veces revistió en España tanta ferocidad de ambos beligerantes, Tristany fue siempre considerado, hasta por sus enemigos, como un jefe humanitario y caballeroso, que se esmeraba en no causar al enemigo más daño que el absolutamente necesario para inutilizar sus fuerzas o sus iniciativas».
En 1913 los restos mortales de Tristany fueron trasladados a su pueblo natal, Ardévol. A tal efecto, Juan María Roma organizó una peregrinación carlista, que logró congregar unos 15.000 peregrinos en Lourdes, adonde acudió el propio Don Jaime, que fue aclamado con fervor. La llamada «Peregrinación de la Lealtad» supuso una enorme demostración de la fuerza que aún tenía el carlismo, particularmente en Cataluña.

### Familia
Rafael Tristany se casó con una legitimista francesa, la cual en 1887 tradujo al francés el libro El liberalismo es pecado del sacerdote Félix Sardá y Salvany.
Dentro de la familia Tristany, militaron también en el campo carlista, Miguel Tristany, que fue comandante general de los carlistas catalanes al principio de la primera guerra carlista y murió en la acción de Galinyá en 1834; Benito Tristany, mariscal de campo carlista, fusilado por los liberales en Solsona el 17 de mayo de 1847; José Tristany, coronel carlista, que se distinguió en la primera guerra; Miguel Tristany, capitán carlista, muerto en la victoria que su hermano el general Rafael Tristany obtuvo en Aviñó en 1848; Antonio Tristany, comandante carlista, muerto en la acción de Casa Masana de Pinós, en 1855; y Francisco Tristany, brigadier carlista, comandante general de los carlistas de Lérida en la guerra civil de 1872-76.